# シャルル1世・ダルブレ
シャルル1世・ダルブレ（フランス語：Charles Ier d'Albret, 1368年12月 - 1415年10月25日）は、アルブレ領主、フランス軍司令官（在任：1402年 - 1411年、1413年 - 1415年）。また、アジャンクールの戦いではフランス軍の司令官の1人であったが、この戦いでヘンリー5世率いるイングランド軍により殺害された。

## 生涯
シャルル1世はアルブレ領主アルノーとマルグリット・ド・ブルボンの息子として生まれた。若い頃にベルトラン・デュ・ゲクランの下で軍に加わり、ローゼベーケの戦いに参加した。1403年にシャルル6世によりフランス軍司令官に任命されたが、宮廷でブルゴーニュ派が権力を握ると解任された。1413年にアルマニャック派が権力を取り戻したとき、シャルル1世は軍司令官の地位に復帰した。フランス宮廷で重要な役割をつとめ、クリスティーヌ・ド・ピザンの2つの『Autres Ballades』（第2番と第3番）の主題となっている。
アジャンクール遠征ではブシコー元帥ジャン2世・ル・マングルとともに名目上はフランス軍の指揮官であったが、2人の司令官は戦闘当日、フランスの上級貴族を効果的に統制することができなかった。シャルル1世は1415年10月25日、ヘンリー5世率いるイングランド軍との戦いでアジャンクールにおいて戦死した。ヴィエイユ＝エスダンの修道院教会に埋葬された。

## 結婚と子女
1400年1月27日に、ルイ・ド・シュリーとイザベル・ド・クラオンの娘マリー・ド・シュリーと結婚し、以下の子女をもうけた。
- ジャンヌ（1403年 - 1433年） - 1422年にフォワ伯ジャン1世と結婚[6]
- シャルル2世（1407年 - 1471年）[7] - アルブレ領主、アンヌ・ダルマニャックと結婚
- ギヨーム - オルヴァル領主、1429年にニシンの戦いで戦死
- ジャン
- カトリーヌ - シャルル・ド・モンテギュ（1363年 - 1409年）と結婚[8]